# Batalla de Tursk
La batalla de Tursk se refiere a la batalla sucedida el 13 de febrero de 1241 en el pueblo de Tursk entre las fuerzas polacas al mando del voivoda de Cracovia Wladimir y las tropas mongolas (un mingham; 1000 jinetes) al mando de Baidar durante la primera invasión mongola de Polonia
Ocurrió tras el saqueo de Sandomierz, después de que los polacos llegados desde Koprzywinica, Wislica y Skalbmierz que acudían en apoyo de su voivoda bloqueasen el camino a Cracovia, concentrándose en el área de Miechow, a las tropas mongolas que avanzaban  hacia Cracovia. Hostigados por los continuos ataques de emboscada, Baidar decidió retirarse a Tursko Wielkie (actual voivodato de Lubusz). Mientras tanto, las tropas polacas se concentraban y persiguieron a las fuerzas mongolas dando origen a una batalla. Probablemente Baidar tenía conocimiento de las fuerzas reunidas por los polacos, unas 1000 o 1200, y retiró a sus tropas a la región de Tursk, maniobrando para obtener las mejores posiciones de cara a la próxima batalla. El primer ataque polaco tuvo éxito y consiguió rescatar a los prisioneros hechos anteriormente por los mongoles mientras estos huían y saquear el campamento mongol. Sin embargo todo era una táctica de Baidar para que los polacos, alentados por su éxito, se decidiesen a entablar batalla en formación de combate. La disciplina mongola y la velocidad de sus ligeros jinetes consiguió aplastar a los pesados caballeros polacos. Estos sufrieron tan graves pérdidas, alrededor de 800 hombres, que no fueron capaces de establecer una defensa eficaz hasta después de la batalla de Chmielnik. Los mongoles, tras esta victoria se retiraron a la orilla izquierda del Vístula, en Sandomierz.